# Io sto con gli ippopotami
Io sto con gli ippopotami è un film del 1979 diretto da Italo Zingarelli, interpretato da Bud Spencer e Terence Hill. È l'undicesimo film interpretato dalla coppia Bud Spencer e Terence Hill.

## Trama
Africa coloniale britannica, 1950. Nella Rhodesia per lavoro, Tom organizza safari per turisti, armandoli a loro insaputa con fucili caricati a salve (eccetto il suo), poiché comunque ama e rispetta gli animali. L'uomo è stato cresciuto con suo cugino Slim da una donna nativa africana, dopo che suo padre e suo zio sono morti. Con l'arrivo di Slim, fannullone giramondo e rubacuori, iniziano le scaramucce tra i due che si concludono quando diventano soci nell'acquisto di un nuovo pullman per i safari. 
I due entrano poi in conflitto con Jack Ormond, un gangster locale tanto ricco e potente quanto spregevole, che traffica in animali e avorio, quando i suoi scagnozzi senza scrupoli minacciano un medico nativo africano che stampa un giornale di denuncia dei suoi soprusi. Al loro arrivo alla clinica gli uomini di Ormond si trovano davanti Tom e Slim, che, con una scazzottata, li cacciano via.
Ormond decide di invitare a pranzo i due cugini e cerca di corromperli, ma questi rifiutano facendo infuriare il boss che ordina ai suoi uomini di dare una lezione ai due. Tom e Slim liberano gli animali nelle gabbie presenti nel giardino della villa e se ne vanno. Anche altri animali vengono liberati dai due cugini, che poi perdono il loro pullman in un incidente provocato dagli uomini di Ormond. Senza più il loro mezzo di sussistenza, tentano invano di vincere soldi al casinò.
Arrestati con numerose accuse, durante il processo Slim riesce a scappare, mentre Tom viene condannato. Quella notte mentre Tom è in prigione gli uomini di Ormond istigano la popolazione e vanno alla prigione per linciarlo, ma all'ultimo momento Slim riesce a farlo evadere con l'aiuto di un bulldozer.
Il mattino seguente i due cugini vanno sulle rive del fiume Zambesi dove è ancorata la nave che sta caricando gli animali catturati da Ormond. Quest'ultimo ha venduto gli animali e l'avorio a dei proprietari di alcuni zoo in Canada. I due cugini si mescolano ai lavoratori e salgono sulla barca cogliendo di sorpresa il boss e i suoi acquirenti costringendoli a buttare le armi in acqua. Inizia uno scontro a suon di pugni e schiaffi tra Tom e Ormond: Tom ha la meglio e spedisce Ormond in acqua. 
Nella scena finale, Tom e Slim sequestrano la nave ed il suo capitano, lasciando liberi gli animali e decidendo di far rotta per le Maldive. Il capitano li avverte che stanno commettendo un atto di pirateria e che non sarebbe certo finita lì. Slim esordisce quindi con la battuta di chiusura: No no, finisce proprio qui.

## Produzione
Il film venne girato interamente in Sudafrica, presso Johannesburg, mentre le riprese con gli animali furono effettuate nei dintorni di Pretoria.
Nei panni del cattivo di turno troviamo Joe Bugner, ex-pugile diventato attore, che ha preso parte anche ad altri film con il solo Bud Spencer. L'uomo con il turbante che fa il gioco delle tre carte è il prestigiatore Tony Binarelli, che aveva già prestato le proprie mani a Hill in ...continuavano a chiamarlo Trinità, durante la scena della partita a poker, e che le presterà di nuovo, sempre a Terence Hill, nella scena del casinò in questo film.

### Colonna sonora
Il brano che fa da tema principale è Grau grau grau che nel commento musicale compare tanto in versione vocale quanto in quella strumentale. A cantarlo è Bud Spencer, che lo ha scritto insieme al compositore Walter Rizzati.
Nella scena finale i lavoratori che trasportano gli animali cantano il tradizionale brano sudafricano Shosholoza.

## Accoglienza

### Incassi
Il film è stato l'ottavo maggiore incasso nella stagione cinematografica italiana 1979-80 con oltre 7 miliardi di lire.

## Riconoscimenti
- Goldene Leinwand (Germania)